# Muraltia trinervia
Muraltia trinervia là một loài thực vật có hoa trong họ Polygalaceae. Loài này được (Thunb.) DC. mô tả khoa học đầu tiên năm 1824.